# Barbus nyanzae
Barbus nyanzae es una especie de peces de la familia de los Cyprinidae en el orden de los Cypriniformes.

## Morfología
Los machos pueden llegar alcanzar los 7 cm de longitud total.

## Hábitat
Es un pez de agua dulce.

## Distribución geográfica
Se encuentran en África: ríos de la provincia de Nyanza (Kenia) y orillas del próximo lago Victoria.